# Rallycross staza u Gambetićima
Rallycross staza u Gambetićima, automobilistička staza u Hrvatskoj. Projekt je životno djelo legendarnog hrvatskog automobilista Edija Milokanovića. Staza je isprve zaživjela kao off road staza. Postupno je uređivanjem došla do obrisa prave rally piste za treninge. Tvorci ju pripremaju za licenciranje kao staze za auto kros. Uspije li udovoljiti kriterijima, planiraju da postane staza za super rallycross. Brojni su pokrovitelji pripomogli da se ostvari gradnja staze, od općine Višnjana do raznih poduzeća. Staza je multifunkcionalna. Vanjski dio namijenjen je za utrke, a unutarnji za školu rally vožnje. Osnivači ovom stazom namjeravaju popularizirati automobilizam.